# Testudinella obscura
Testudinella obscura är en hjuldjursart som beskrevs av Althaus 1957. Testudinella obscura ingår i släktet Testudinella och familjen Testudinellidae. Arten är reproducerande i Sverige. Inga underarter finns listade i Catalogue of Life.